# 빠른맥
빠른맥(영어: tachycardia) 혹은 빈맥(頻脈)은 심장이 빨리 뛰는 것을 말한다. 일반적으로 소아는 성인에 비해 심박수가 빨라 정상 심박수 기준이 다르며, 성인의 경우 1분에 95회 이상이면 일단 빠른맥으로 추정한다. 출혈이나, 심장의 이상, 혹은 심각한 질병이 있어 위험할 때는 거의 심장이 빨리 뛰게 된다. 이외에 심장 자체의 문제로 빈맥이 생겨도 위험하다. 특히 심실세동은 즉각 치료하지 않으면 매우 위험하다.

## 진단
나이별 빠른맥의 절단값은 표준화되어 있으며, 그 절단값은 아래와 같다:
- 1–2일: 빠른맥 > 159 bpm(분당 맥박수)
- 3–6일: 빠른맥 >166 bpm
- 1–3주: 빠른맥 >182 bpm
- 1–2개월: 빠른맥 >179 bpm
- 3–5개월: 빠른맥 >186 bpm
- 6–11개월: 빠른맥 >169 bpm
- 1–2년: 빠른맥 >151 bpm
- 3–4년: 빠른맥 >137 bpm
- 5–7년: 빠른맥 >133 bpm
- 8–11년: 빠른맥 >130 bpm
- 12–15년: 빠른맥 >119 bpm
- >15년 – 성인: 빠른맥 >100 bpm

## 같이 보기
- 부정맥
- 느린맥
- 심박수
- 심전도
- 심실세동
- 심실빈맥